# 鈴木彩
鈴木 彩（すずき あや、1989年10月1日 - ）は、神奈川県出身のタレントである。以前はY・M・Oに所属していた。

## 人物・来歴
趣味は舞台鑑賞、特技はダンス。
芸能人女子フットサルチーム「FANTASISTA」に所属していたが、チームは2009年3月31日をもって一時休部した。ポジションはゴレイロで、背番号「10」を背負っていたが、2008年3月30日のファンイベントで同じGKの奥山明日香が退団した後は、彼女が背負っていた「1」を継承した。
2010年7月24日の『フットサルガールズAngel League 6th』から、FANTASISTAでチームメイトだった萩原紀子と一緒にTOKYO CHERRIESに加入し、芸能人女子フットサルに復帰した。ポジションは同じくゴレイロで背番号は「21」だった。

## 出演
テレビ
- 恋するフットサル（フジテレビ）

ラジオ
- ASIAN美少女ファイル（USEN）
- FANTA★RADIO Welina（ラジオNIKKEI）

舞台
- ピヴォ☆ガール